# 頂溪商圈
頂溪商圈是位於台湾新北市永和區的商圈，鄰近台北捷運頂溪站，又称為韓國街，以中興街為主軸，北至中興街與永和路交口，南至中興街與竹林路交口。

## 概況
頂溪商圈周邊交通便捷，鄰近台北捷運頂溪站。主要以百貨服飾業為主，亦有販賣韓國料理，街道亦有小吃商家、小型市集等，頗具規模，另外消費市場皆來自為鄰近區域。永和區公所透過韓國文化節活動舉辦適時與此商圈的產業相契合。

## 特色
早期韓國華僑遷居來此地定居，加上販賣服飾、食材由韓國進口，漸漸形成一個具有異國風味的街道。

## 週邊觀光資源
以頂溪捷運站為中心，對外擴散有知名的永和豆漿店、楊三郎美術館、永和網溪別墅古蹟、博愛藝術街、中山路上的比漾廣場百貨公司、世界宗教博物館、樂華觀光夜市、韓國中興街…等觀光資源。

## 外部連結
- 頂溪商圈-新北市觀光旅遊網 （页面存档备份，存于）
- 中興街(韓國街)-新北市觀光旅遊網 （页面存档备份，存于）